# سوخت‌وساز لیپید
متابولیسم لیپید یا سوخت‌وساز لیپید فرایندی شامل ساخت و تخریب لیپیدها در یاخته‌ها است. تجزیه یا ذخیره چربی‌ها برای انرژی و ساخت لیپیدهای ساختاری و عملکردی جزئی از این فرایند هستند. در جانوران، این لیپیدها از غذا به دست می‌آیند یا توسط کبد ساخته می‌شوند. لیپوژنز فرایند ساخت لیپیدها است. بیشتر لیپیدهایی که از خوردن غذا در بدن انسان یافت می‌شوند تری گلیسیرید و کلسترول هستند. دیگر لیپیدهای موجود در بدن اسیدهای چرب و لیپیدهای غشایی هستند. سوخت‌وساز لیپید بیشتر به عنوان فرایند گوارش و جذب چربی رژیم غذایی در نظر گرفته می‌شود. با این حال، دو منبع چربی وجود دارد که جانداران زنده می‌توانند از آنها برای به دست آوردن انرژی استفاده کنند: از چربی‌های مصرفی رژیم غذایی و از چربی‌های ذخیره شده. مهره داران (از جمله انسان) از هر دو منبع چربی برای تولید انرژی برای عملکرد اندام‌هایی مانند قلب استفاده می‌کنند. از آنجایی که لیپیدها مولکول‌های آبگریزی هستند، قبل از شروع سوخت‌وساز آنها باید حل شوند. سوخت‌وساز لیپیدها اغلب با هیدرولیز آغاز می‌شود که با کمک آنزیم‌های مختلف در سیستم گوارشی اتفاق می‌افتد. سوخت‌وساز لیپیدها در گیاهان نیز اتفاق می‌افتد، اگرچه این فرایندها در مقایسه با حیوانات از جهاتی متفاوت است. مرحله دوم پس از هیدرولیز، جذب اسیدهای چرب به یاخته‌های پوششی دیواره روده است. در یاخته‌های پوششی، اسیدهای چرب بسته‌بندی شده و به بقیه بدن منتقل می‌شوند.

## گوارش چربی
نخستین مرحله سوخت‌وساز لیپیدها گوارش آن‌ها است. فرایندی که در آن تری‌گلیسیریدها با کمک آنزیم‌های لیپاز به واحدهای کوچک‌تری به نام مونوگلیسرید تجزیه می‌شوند. گوارش شیمیایی چربی‌ها توسط لیپاز لینگوال در دهان آغاز می‌شود. سپس در معده، لیپاز معده گوارش شیمیایی را ادامه می‌دهد و حرکت‌های لولهٔ گوارش، گوارش مکانیکی را شروع می‌کنند. با این حال، اکثر گوارش و جذب لیپید زمانی اتفاق می‌افتد که چربی‌ها به روده کوچک می‌رسند. مواد شیمیایی از لوزالمعده (خانواده لیپاز پانکراس و لیپاز وابسته به نمک صفراوی) همراه با گوارش مکانیکی بیشتر تا زمانی ترشح می‌شوند که تری‌گلیسیریدها به واحدهای اسید چرب تجزیه شوند تا یاخته‌های پوششی روده کوچک بتوانند آن‌ها را جذب کنند. این لیپاز پانکراس است که مسئول ارسال سیگنال برای هیدرولیز تری‌گلیسیرید به اسیدهای چرب و گلیسرول است. کلسترول توسط لیپازها تجزیه نمی‌شود و تا زمانی که وارد یاخته‌های پوششی روده کوچک نشود دست نخورده باقی می‌ماند.

## جذب لیپید
مرحله دوم در سوخت‌وساز لیپیدها جذب آن‌ها است. معده می‌تواند اسیدهای چرب کوتاه‌زنجیر را جذب کند. بیشتر جذب لیپیدها در روده کوچک اتفاق می‌افتد. اسیدهای چرب و گلیسرول‌های دست‌آمد از تجزیه تری‌گلیسیریدها به همراه کلسترول، در ساختارهایی به نام میسل جمع می‌شوند. اسیدهای چرب و مونوگلیسریدها از میسل خارج می‌شوند و در سراسر غشاء پخش می‌شوند تا وارد یاخته‌های پوششی روده شوند. در سیتوزول یاخته‌های پوششی، اسیدهای چرب و مونوگلیسرید دوباره به تری‌گلیسیرید تبدیل می‌شوند و همراه با کلسترول در ساختارهایی دوگانه‌دوست به نام شیلومیکرون بسته‌بندی می‌شوند. شیلومیکرون‌ها در جریان خون حرکت می‌کنند تا وارد بافت چربی و دیگر بافت‌های بدن شوند.

## انتقال لیپید
با توجه به ماهیت آبگریز لیپیدهای غشایی، تری‌گلیسیرید و کلسترول، به پروتئین‌های انتقالی ویژه‌ای برای انتقال آن‌ها نیاز است. این پروتئین‌ها که لیپوپروتئین نام دارند با ساختار دوگانه‌دوست (آمفی‌پاتیک) خود به تری‌گلیسیرید و کلسترول کمک می‌کنند تا از راه خون در بدن جابه‌جا شوند. شیلومیکرون یک زیرگروه از لیپوپروتئین است که لیپیدهای گوارش‌شده در رودهٔ کوچک را در بدن جابه‌جا می‌کند. چگالی گوناگون میان انواع لیپوپروتئین‌ها نماینده نوع لیپیدهایی است که جابه‌جا می‌کنند. برای نمونه، لیپوپروتئین‌های بسیار کم‌چگال (VLDL) تری‌گلیسیریدهای ساخته‌شده را در بدن جابه‌جا می‌کنند و لیپوپروتئین‌های کم‌چگال (LDL) کلسترول را به بافت‌های محیطی منتقل می‌کنند. تعدادی از این لیپوپروتئین‌ها در کبد ساخته می‌شوند، اما همه آن‌ها از این اندام منشأ نمی‌گیرند.

## کاتابولیسم لیپید
هنگامی که شیلومیکرون‌ها (یا دیگر لیپوپروتئین‌ها) از راه جریان خون در بافت‌ها حرکت می‌کنند، لیپوپروتئین لیپاز آن‌ها را در سطح مجرای یاخته‌های لایهٔ درون‌رگی (اندوتلیال) در مویرگ‌ها تجزیه می‌کند تا تری‌گلیسیرید آزاد شود. تری‌گلیسیریدها پیش از ورود به یاخته‌ها به اسیدهای چرب و گلیسرول تجزیه می‌شوند و کلسترول باقی مانده دوباره از راه خون به کبد می‌رود.
در سیتوزول یاخته (برای نمونه یاخته ماهیچه‌ای)، گلیسرول به گلیسرآلدهید ۳-فسفات تبدیل می‌شود که یک واسطه در گلیکولیز است تا بیشتر اکسید شود و انرژی تولید کند. با این حال، مراحل اصلی کاتابولیسم اسیدهای چرب در میتوکندری رخ می‌دهد. اسیدهای چرب بلندزنجیر (بیش از ۱۴ کربن) برای عبور از غشای میتوکندری باید به آسیل کوآ چرب تبدیل شوند. کاتابولیسم اسیدهای چرب در سیتوپلاسم یاخته‌ها آغاز می‌شود زیرا آسیل کوآ سنتتاز از انرژی حاصل از برش یک ATP برای کاتالیز کردن افزودن کوآنزیم آ به اسید چرب استفاده می‌کند. آسیل کوآ حاصل، از غشای میتوکندری عبور کرده و وارد فرایند اکسیداسیون بتا می‌شود. محصولات اصلی مسیر اکسیداسیون بتا استیل کوآ (که در چرخه سیتریک اسید برای تولید انرژی استفاده می‌شود)، NADH و FADH هستند. فرایند اکسیداسیون بتا به آنزیم‌های زیر نیاز دارد: آسیل کوآ دهیدروژناز، انویل کوآ هیدراتاز، ۳-هیدروکسی‌آسیل کوآ دهیدروژناز، و ۳-کتوآسیل کوآ تیولاز. نمودار سمت چپ نشان می‌دهد که چگونه اسیدهای چرب به استیل کوآ تبدیل می‌شوند. واکنش خالص کلی، با استفاده از پالمیتویل کوآ (۱۶:۰) به عنوان یک مدل بستر به شکل زیر است:

## زیست‌ساخت لیپید
علاوه بر چربی‌های غذایی، لیپیدهای ذخیره شده در بافت چربی یکی از منابع اصلی انرژی برای موجودات زنده است. تری‌گلیسیریدها، غشای لیپیدی و کلسترول می‌توانند توسط ارگانیسم‌ها از طریق مسیرهای مختلف ساخته شوند.

### زیست‌ساخت لیپید غشایی
دو دسته اصلی از لیپیدهای غشایی وجود دارد: گلیسروفسفولیپیدها و اسفنگولیپیدها. اگرچه بسیاری از لیپیدهای غشایی مختلف در بدن ما ساخته می‌شوند، مسیرها الگوی مشابهی دارند. مرحله نخست ساخت بنیان (اسفنگوزین یا گلیسرول)، مرحله دوم افزودن اسیدهای چرب به بنیان برای ساخت اسید فسفاتیدیک است. اسید فسفاتیدیک با اتصال گروه‌های مختلف سر آبدوست به ستون فقرات اصلاح می‌شود. بیوسنتز لیپید غشایی در غشای شبکه آندوپلاسمی رخ می‌دهد.

### زیست‌ساخت تری‌گلیسیرید
اسید فسفاتیدیک نیز پیش ساز بیوسنتز تری گلیسیرید است. فسفاتیدیک اسید فسفاتاز تبدیل اسید فسفاتیدیک به دی اسیل گلیسرید را کاتالیز می‌کند که توسط آسیل ترانسفراز به تری اسیل گلیسرید تبدیل می‌شود. بیوسنتز تری گلیسیرید در سیتوزول رخ می‌دهد.

### زیست‌ساخت اسید چرب
پیش ساز اسیدهای چرب استیل کوآ است و در سیتوزول سلول وجود دارد. واکنش خالص کلی با استفاده از پالمیتات (۱۶:۰) به عنوان بستر مدل:

### زیست‌ساخت کلسترول
کلسترول را می‌توان از طریق یک مسیر چند مرحله ای به نام مسیر ایزوپرنوئید از استیل کوآ ساخته شد. کلسترول‌ها ضروری هستند زیرا می‌توانند برای تشکیل هورمون‌های مختلف در بدن مانند پروژسترون اصلاح شوند. ۷۰ درصد بیوسنتز کلسترول در سیتوزول سلول‌های کبدی انجام می‌شود.

## اختلالات سوخت‌وساز لیپید
اختلالات متابولیسم لیپید (از جمله خطاهای ذاتی متابولیسم لیپید) بیماری‌هایی هستند که در تجزیه یا سنتز چربی‌ها (یا مواد مشابه چربی) مشکل ایجاد می‌شود. اختلالات متابولیسم لیپید با افزایش غلظت لیپیدهای پلاسما در خون مانند کلسترول LDL, VLDL و تری گلیسیرید همراه است که معمولاً منجر به بیماری‌های قلبی عروقی می‌شود. بسیاری از اوقات این اختلالات ارثی هستند، به این معنی که وضعیتی است که از طریق ژن‌های آنها از والدین به فرزند منتقل می‌شود. بیماری گوچر (نوع I, II و III)، بیماری نیمن پیک، بیماری تای ساکس و بیماری فابری همگی بیماری‌هایی هستند که در آن افراد مبتلا می‌توانند متابولیسم چربی بدن خود را دچار اختلال کنند. بیماری‌های نادرتر مربوط به اختلال متابولیسم لیپید عبارتند از sitosterolemia، بیماری Wolman، بیماری Refsum و گزانتوماتوز سربروتندینوس.

## انواع لیپید
انواع لیپیدهای درگیر در متابولیسم لیپید عبارتند از:
- لیپیدهای غشایی:
  - فسفولیپید: فسفولیپید جزء اصلی دولایه لیپیدی غشای یاخته‌ای است و در بسیاری از قسمت‌های بدن یافت می‌شود.[۲۲]
  - اسفنگولیپید: اسفنگولیپید بیشتر در غشای یاخته‌ای بافت عصبی یافت می‌شود.[۱۷]
  - گلیکولیپید: نقش اصلی گلیکولیپید حفظ پایداری دولایه لیپیدی و آسان‌سازی تشخیص یاخته‌ای است.[۲۲]
  - گلیسروفسفولیپید: بافت عصبی (از جمله مغز) دارای مقادیر زیادی گلیسروفسفولیپید است.[۲۲]
- دیگر لیپیدها:
  - کلسترول: کلسترول پیش‌ساز اصلی هورمون‌هایی مانند پروژسترون و تستوسترون است. عملکرد اصلی کلسترول کنترل سیالیت غشای یاخته‌ای است.[۲۳]
  - استروئید (استروئیدزایی را نیز بخوانید): استروئید یکی از مولکول‌های مهم سیگنال‌دهی یاخته‌ای است.[۲۳]
  - تری‌گلیسیرید (لیپولیز و لیپوژنز را نیز بخوانید): تری‌گلیسرید شکل اصلی ذخیره انرژی در بدن انسان است.[۱]
  - اسید چرب (سوخت‌وساز اسید چرب را نیز بخوانید): اسید چرب یکی از پیش‌سازهای مورد استفاده برای زیست‌ساخت غشای لیپیدی و کلسترول است. از آن‌هابرای تولید انرژی نیز استفاده می‌شود.
  - نمک‌های صفراوی: نمک‌های صفراوی از کبد ترشح می‌شوند و گوارش لیپیدها را در روده کوچک آسان می‌کنند.[۲۴]
  - ایکوزانوئید: ایکوزانوئید از اسیدهای چرب موجود در بدن ساخته می‌شود و برای سیگنال‌دهی یاخته‌ای استفاده می‌شود.[۲۵]
  - اجسام کتونی: اجسام کتونی از اسیدهای چرب موجود در کبد ساخته می‌شوند. عملکرد آن‌ها تولید انرژی در دوره‌های گرسنگی یا مصرف کم غذا است.[۶]